# Indibilis

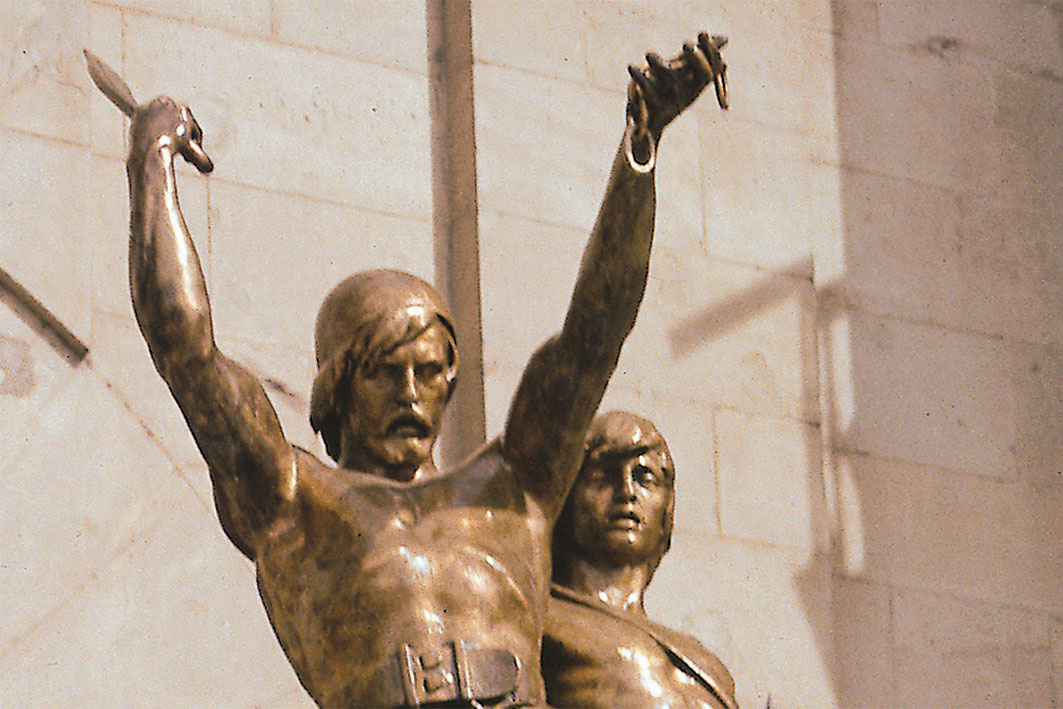
Het monument voor Indibilis (links) en Mandonius (rechts) te Lleida.

Indibilis was een koning of stamhoofd van de Spaanse stam der Ilergetes, die een belangrijke rol speelde in de strijd tussen Romeinen en Carthagers in Spanje tijdens de Tweede Punische Oorlog. Hoewel het grondgebied van zijn volk zich beperkte tot het binnenland tussen Ebro en Pyreneeën, strekte zijn macht zich uit over de naburige volkeren. Livius noemt Indibilis en diens broer Mandonius zelfs omnis Hispaniae principes, "vorsten van heel Spanje".

## Zijn naam
Zoals vaak het geval is bij Iberische namen, doen heel wat varianten de ronde van Indibilis' naam. In het Grieks wordt hij door Appianus Ἰνδίβιλις genoemd, terwijl Polybius het over Ἀνδοβάλης heeft. Bij Diodorus Siculus luidt zijn naam dan weer Ἰνδιβέλης, bij Cassius Dio Ἰνδίβολις. In het Latijn (met name bij Livius) heet hij gewoonlijk Indibilis, al komt ook de variant Indebilis voor.

## Zijn leven
Indibilis duikt voor het eerst op in 218 v.Chr., wanneer hij aan het hoofd stond van de Spaanse hulptroepen in dienst van Hanno, de Carthaagse gouverneur van de provincies ten noorden van de Ebro. In de Slag bij Cissa werd hij samen met zijn Carthaagse commandant verslagen door Gnaius Cornelius Scipio Calvus en viel hij in de handen van de Romeinen.
Hoe hij zijn vrijheid herwon, weten we niet, maar het jaar erop (in 217 v.Chr.) vinden we hem samen met zijn broer Mandonius aan het hoofd van een inval in het grondgebied van de met Rome geallieerde stammen. Deze aanval werd echter met gemak afgeslagen; het succes van de twee Scipiones lijkt hem voor de komende tijd gedwongen te hebben rustig te blijven. Maar in 212 v.Chr. leidde hij een legermacht van 7500 die zich bij het Carthaagse leger onder leiding van Hasdrubal, de zoon van Gisgo en een felle tegenstander van Publius Cornelius Scipio voegde. De Romeinse veldheer probeerde deze mars te onderscheppen om de versterking af te snijden van het hoofdleger, dat de strijd in gang zette die zou leiden tot de nederlaag en dood van Scipio.
Indibilis en Mandonius worden door Polybius beschouwd als zijnde de machtigste en meest invloedrijke stamhoofden van Spanje, en ze hadden tot nu toe een opmerkelijke loyaliteit aan de Carthaagse zaak vertoond, waarvoor ze beloond werden door na de dood van de Scipiones hun erfelijke posities terug te krijgen. Maar Hasdrubal vervreemdde hen al gauw van zich door zijn hooghartige en willekeurige gedrag; in plaats van te vertrouwen te stellen in hun trouw, verplichtte hij hen tot het betalen van een grote som losgeld en eiste hij dat Mandonius' echtgenote en Indibilis' dochters in zijn handen werden gegeven als bewijs van hun trouw. Bij de verovering van Cartagena (Carthago Nova) werden deze gijzelaars gevangengenomen door de jonge Publius Scipio, die hen men het nodige respect voor hun positie behandelde.
Deze respectvolle behandeling maakte een sterke indruk op de Spanjaarden en vergrootte de autoriteit die Scipio al door zijn eigen karakter uitstraalde. Samen met de groeiende ontevredenheid tegenover het Carthaagse bestuur leidde deze toestand ertoe dat de twee broers de kant van Carthago inwisselden voor die van Rome; toen Scipio een nieuwe veldtocht ondernam in 209 v.Chr., werd hij vergezeld door Indibilis en Mandonius, die alle strijdkrachten van hun stam inzetten. Ze sloten een bondgenootschap met de Romeinen en de twee leiders stonden Scipio bij in de campagne tegen Hasdrubal, die eindigde met de overwinning te Baecula.
Zolang de aanwezigheid van Scipio een dreiging betekende, bleven de Spanjaarden onbewogen in hun trouw, maar in 206 v.Chr. boden de ziekte en vermoedelijke dood van de grote veldheer hun hoop om het juk van Rome af te schudden, zoals ze dat met het Carthaagse juk gedaan hadden, en ze spoorden niet alleen hun eigen onderdanen, maar ook de naburige Keltiberische stammen aan om in opstand te komen. Ze werden al snel ontgoocheld; zo gauw ze hoorden dat Scipio nog in leven was, trokken ze hun legers terug binnen hun grenzen om nieuws af te wachten.
Maar de Romeinse generaal was niet bereid hun ontrouw onbestraft te laten; hij stak de Ebro over, bracht het leger van de twee leiders een finale nederlaag toe en nam hun kampement met veel bloedvergieten in. Toen Mandonius echter persoonlijk in het Romeinse kamp verscheen en zich als smekeling aan de voeten van de veroveraar wierp, spaarde Scipio niet alleen zijn leven en dat van zijn broer, maar stond hij hun zelfs milde voorwaarden toe. Hij liet hen toe al hun voormalige macht te behouden, slechts tegen betaling van een som gelds.
Scipio's genadigheid miste echter het beoogde effect, want het jaar erop (205 v.Chr.), toen Scipio Spanje verlaten had om voorbereidingen te treffen voor de invasie in Africa, jutte Indibilis zijn volk onmiddellijk op om gebruik te maken van de afwezigheid van de enige generaal die ze enigszins vreesden, en verzamelde een leger van niet minder dan 30.000 infanteristen en 4000 ruiters. Waarschijnlijk speelde een reële minachting voor Lucius Cornelius Lentulus en Lucius Manlius Acidinus, de Romeinse generaals die Scipio in Spanje gelaten had, een rol, maar hij zag al gauw zijn vergissing in; ze haastten zich om het opstandige leger tegemoet te treden en een bitse strijd brak los, waarin de Spanjaarden ondanks hardnekkig verzet totaal in de pan gehakt werden. Ook Indibilis zelf, die grote moed in het gevecht had betuigd, sneuvelde op het slagveld. Mandonius ontsnapte met de restanten van het leger, maar werd kort daarop door zijn eigen volgelingen uitgeleverd aan de Romeinse veldheren, door wie hij dadelijk terechtgesteld werd.